# Salineville (Ohio)
Pour les articles homonymes, voir Salineville.
Salineville est un village américain situé dans le comté de Columbiana, dans l’Ohio. Selon le recensement de 2020, sa population est de 1 206 habitants.